# ابرسبرگ
شهر ابرسبرگ (به آلمانی: Ebersberg) در ایالت بایرن در کشور آلمان واقع شده است.